# 杰氏鹛雀
，是雀形目鸦雀科的一种鸟类。
杰氏鹛雀体重约20克，翼长约60毫米，嘴峰长约12.2毫米，喙宽度约3.8毫米，喙厚度约5.6毫米，跗蹠长约24.9毫米，尾长约90.8毫米。杰氏鹛雀在其分布区内为留鸟，其栖息在开放的灌木丛中，食性为肉食性，主要食物来源是陆生无脊椎动物。

## 亚种
- ：分布于巴基斯坦南部。
- ：分布于喜马拉雅山南麓，不丹至阿萨姆邦南部和缅甸东北部。
- ：分布于缅甸中南部，濒危亚种。[2]